# Gladiolus appendiculatus
Gladiolus appendiculatus är en irisväxtart som beskrevs av Gwendoline Joyce Lewis. Gladiolus appendiculatus ingår i släktet sabelliljor, och familjen irisväxter.

## Underarter
Arten delas in i följande underarter:
- G. a. appendiculatus
- G. a. longifolius